# قطعنامه ۱۳۴۱ شورای امنیت
قطعنامه ۱۳۴۱ شورای امنیت سازمان ملل متحد که در تاریخ ۲۲ فوریه ۲۰۰۱ تصویب شد، سندی بین‌المللی دربارهٔ اوضاع در مورد جمهوری دموکراتیک کنگو است. این قطعنامه طی نشست ۴۲۸۲ام با ۱۵ رای موافق، ۰ مخالف و ۰ ممتنع تصویب شد.